# Mohamed Muizzu
Mohamed Muizzu (in maldiviano މުޙައްމަދު މުޢިއްޒު; Male, 15 giugno 1978) è un politico maldiviano, presidente delle Maldive dal 17 novembre 2023.

## Biografia
Muizzu ha ottenuto un dottorato di ricerca in ingegneria presso l'università di Leeds. In ambito politico, Muizzu è stato sindaco della capitale maldiviana sino alla nomina a presidente, avvenuta il 17 novembre 2023. Il giorno dopo la vittoria delle elezioni presidenziali, Muizzu è riuscito a ottenere dal presidente uscente Ibrahim Mohamed Solih, che l'ex presidente Abdulla Yameen venisse trasferito dal carcere agli arresti domiciliari per la continuazione dell'esecuzione della pena, a seguito della condanna per corruzione subita. Muizzu, tra i propri intenti politici, ha quello di creare un legame maggiore tra il proprio Paese e la Cina.